# Kehancha
Kehancha è una città del Kenya, nella contea di Migori, con una popolazione di 256.086 abitanti al 2009.